# De l'amour 2 : Seulement pour adultes
Série
De l'amour
(2015)
Pour plus de détails, voir Fiche technique et Distribution.
De l'amour 2 : Seulement pour adultes (Про любовь. Только для взрослых, Pro lyubov. Tolko dlya vzroslyh) est un film à sketches russe sorti en 2017. C'est la suite du film De l'amour d'Anna Melikian sorti deux ans plus tôt.
Le film était en compétition officielle au festival Kinotavr 2017.

## Fiche technique
Sauf indication contraire, les informations mentionnées dans cette section peuvent être confirmées par la base de données cinématographiques IMDb,  présente dans la section « Liens externes ».
- Titre français : De l'amour 2 : Seulement pour adultes[3]
- Titre original : Про любовь. Только для взрослых (Pro lioubov. Tolko dlia vzroslykh)
- Réalisation : Anna Melikian, Niguina Saïfoullaeva, Pavel Rouminov (ru), Natalia Merkoulova, Rezo Guiguineichvili (ru), Evgueni Cheliakine (ru) et Alexeï Tchoupov
- Scénario : Anna Melikian, Alexandre Tsypkine (ru), Pavel Rouminov (ru), Natalia Merkoulova, Alexeï Tchoupov, Evgueni Cheliakine (ru), Roman Kantor, Niguina Saïfoullaeva, Lioubov Moulmenko (ru)
- Photographie : Marc Zisselson
- Montage : Mikhaïl Igonine
- Décors : Assia Davidova
- Costumes : Anna Tchistova
- Musique : Dmitri Emelianov (ru), Mikhaïl Morskov, Artiom Fedotov
- Producteur : Anna Melikian, Oleg Kiritchenko, Natalia Poklade
- Société de production : Magnum Film
- Pays de production :  Russie
- Langue de tournage : russe
- Format : Couleurs - 2,35:1
- Durée : 108 minutes (1h48)
- Genre : Comédie romantique, comédie érotique
- Dates de sortie :
  - Russie et Lituanie : 1er septembre 2017
  - Allemagne : 3 septembre 2017

## Distribution
- John Malkovich : Ed
- Fiodor Bondartchouk : Igor
- Anna Mikhalkova : Vera
- Ingeborga Dapkūnaitė : Liz
- Iouri Koutsenko : Liocha
- Victoria Issakova : Nina
- Ravchana Kourkova : Olia, l'agent de police
- Alexandre Pal : Victor
- Maxime Matveïev : Nikita Orlov
- Vladimir Iaglytch : Mikhaïl
- Loukeria Iliachenko : Maria
- Tinatine Dalakichvili : Tatiana
- Gleb Kalioujny (ru) : Mitia
- Alexandra Bortitch : La fille qui pose la question sur l'infidélité
- Ioulia Sniguir